# ウーナ (映画)
『ウーナ』（原題:Una）は2016年に公開された米英加合作のドラマ映画である。監督はベネディクト・アンドリューズ、主演はルーニー・マーラとベン・メンデルソーンが務めた。本作はデヴィッド・ハロワーが2005年に発表した戯曲『Blackbird』を原作としている。
2017年10月4日には、ニューセレクトから『ウーナ 13歳の欲動』という邦題でDVD版が発売された。

## ストーリー
レイ・ブルックスがいつものように仕事をしていると、職場に見知らぬ若い女性が訪ねてきた。彼女の名前（ウーナ）を聞いた瞬間、彼の顔色は一変した。まさかウーナともう一度会うことになろうとは、夢にも思っていなかったためである。ウーナとレイの出会いは15年前に遡る。レイは友人の娘であるウーナを誑かし、当時13歳だった彼女と肉体関係を持つに至ったのである。2人の間には年齢の壁が立ちはだかっていたはずであったが、それを易々と乗り越えて本気で愛し合ったのである。
しかし、レイとウーナの関係は長く続かなかった。2人が駆け落ちを計画する段階に至って、周囲がただならぬ関係に気付き始めたのである。レイに見捨てられたと勘違いしたウーナは自暴自棄になり、魂が抜けたような表情で通りを彷徨っていたところを警察に保護された。未成年者と性行為を行ったという理由で逮捕されたレイは4年間服役することになった。服役中、刑務官と他の囚人はレイを侮蔑し続けた。出所したレイは名前をピートに変え、社会復帰を果たした。レイは一生懸命に働き、その甲斐もあって管理職にまで昇進していた。一方のウーナは事件が明るみに出て以降、人々から奇異のまなざしを向けられ続けていた。それは彼女の人格を歪めるには十分以上の働きを果たした。母親はウーナをそうした視線から守り抜こうとするあまり、娘に対して過保護になってしまった。それもまたウーナにとって苦痛の一つとなった。
ウーナは15年もの間「何故レイは自分を捨てたのか」という疑問にとらわれていた。その疑問を突き付けられたレイは出来る限り真摯に応答しようとしたが、復縁の要求と誘惑はあと一歩のところで拒絶した。レイにはイヴォンヌという妻がいたからである。疑問が却って深まったウーナは、ついにレイの自宅に乗り込む決断を下した。

## キャスト
※括弧内は日本語吹き替え。
- ウーナ・スペンサー - ルーニー・マーラ（舞原ゆめ）
  - 13歳のウーナ・スペンサー - ルビー・ストークス（堀籠沙耶）
- レイ・ブルックス - ベン・メンデルソーン（西垣俊作）
- スコット - リズ・アーメッド（相樂真太郎）
- ソニア - インディラ・ヴァルマ
- アンドレア - タラ・フィッツジェラルド（北川ゆめ）
- マーク - トビアス・メンジーズ（福里達典）
- ホリー - イゾベル・モロイ
- ジョン - キアラン・マクメナミン
- イボンヌ - ナターシャ・リトル（水世晶己）
- アミー - シドニー・ウェイド（小牧里菜）

## 製作
2014年11月、ルーニー・マーラとベン・メンデルソーンがベネディクト・アンドリューズ監督の新作映画『Blackbird』に出演するとの報道があった。2015年5月、フィルム4・プロダクションズが本作に出資することになった。6月、インディラ・ヴァルマ、リズ・アーメッド、タラ・フィッツジェラルドの出演が決まった。23日、本作の主要撮影がイギリスで始まった。10月、本作で使用される楽曲をジェド・カーゼルが作曲することになったと報じられた。

## 公開
2015年9月、本作のスチル写真が初めて公開された。11月、本作のタイトルが『Blackbird』から『Una』に変更されることになったと報じられた。
2016年9月2日、本作はテルライド映画祭でプレミア上映された。11日には第41回トロント国際映画祭で、10月9日にはロンドン映画祭での上映が行われた。2017年1月、スウェンが本作の全米配給権を獲得したと報じられた。4月、サンダーバード・リリーシングが本作の全英配給権を購入したと発表した。

## 評価
本作は批評家から好意的に評価されている。映画批評集積サイトのRotten Tomatoesには90件のレビューがあり、批評家支持率は76%、平均点は10点満点で6.8点となっている。サイト側による批評家の見解の要約は「相性の良い主演2人によって、『ウーナ』は不快なストーリーを大胆にも生き生きとしたストーリーへと変貌させた。舞台からスクリーンへのトリッキーな移行を成功させ、最初から最後まで観客の心を掴む作品に仕上がった。」となっている。また、Metacriticには28件のレビューがあり、加重平均値は62/100となっている。